# Québec (provincie)
Québec [kebek] je největší kanadská provincie podle rozlohy a druhá největší podle počtu obyvatel. Se svým přibližně 8,50 milionu obyvatel tvoří 23 % kanadského obyvatelstva.
Québeckým úředním jazykem je francouzština. Jeho jazyk, jeho kultura a její instituce, představuje národ v Kanadě. Québec je jedinou kanadskou provincií, kde je angličtina menšinovým jazykem a nemá status oficiálního jazyka a spolu s Novým Brunšvikem jednou ze dvou provincií, které mají francouzštinu za plně oficiální jazyk na provinční úrovni.
Hlavním městem provincie je město Québec (v angličtině Quebec City), největším městem je Montréal (v angličtině Montreal). Obyvatelé Québeku se francouzsky označují jako un(e) Québécois(e), což se používá i v angličtině, ale ta užívá též Quebecer či Quebecker. Výslovnost slova „Québec“ je: francouzsky [kebɛk], anglicky [kwəˈbɛk] či [kəˈbɛk].

## Geografie
Provincie leží na východě Kanady. Hraničí na jihozápadě s Ontariem, na severozápadě s Hudsonovým zálivem, na severovýchodě s Newfoundlandem, na východě se Zálivem svatého Vavřince, na jihovýchodě s Novým Brunšvikem a na jihu se Spojenými státy americkými (Maine, New Hampshire, Vermont a New York).
Québec zaujímá velké území (téměř třikrát větší než Francie), většina z něj je ale řídce osídlena. V severojižním směru se táhne v délce přes 1900 km, v západovýchodním přes 1500 km. Pro srovnání, kdybychom území Québeku promítli na evropskou pevninu, vedla by jeho jižní hranice přibližně od francouzského Bordeaux přes severní Itálii a Rakousko až po polsko-slovensko-ukrajinské trojmezí; na severu by sahal do střední Skandinávie, téměř až k norskému Trondheimu.
Více než 90 % québecké rozlohy leží na kanadském štítu. Osídlená je především oblast okolo zálivu a řeky svatého Vavřince s kontinentálním klimatem. Dále na sever se nachází nehostinná část poloostrova Labrador se subarktickým klimatem, jehož velká nejsevernější část je známa jako Ungava. Ungava má arktické (polární) klima a žije zde pouze asi 10 000 Eskymáků.

## Hospodářství
V zemědělství se uplatňuje především pěstování kukuřice. Významná je i těžba dřeva a jeho zpracování. Významná je těžba nerostných surovin: zlato, zinek, měď a především železná ruda. Významná je výroba elektrické energie.

## Obyvatelstvo
Složení québeckého obyvatelstva je v rámci Kanady v mnoha ohledech jedinečné. Žije v ní cca 22,2 % obyvatel 2023 Kanady (cca 8,8 milionů obyvatel). Jde o jedinou kanadskou provincii, kde je oficiální řečí pouze francouzština. V roce 2023 představovala frankofonní část obyvatelstva 77,5 % obyvatel. Zároveň je unikátní i náboženské složení provincie, v níž mají drtivou převahu římští katolíci (83,3 % obyvatelstva).

## Fotogalerie

Teritoriální vývoj provincie Québec (1867–1927)
Geografie provincie Québec
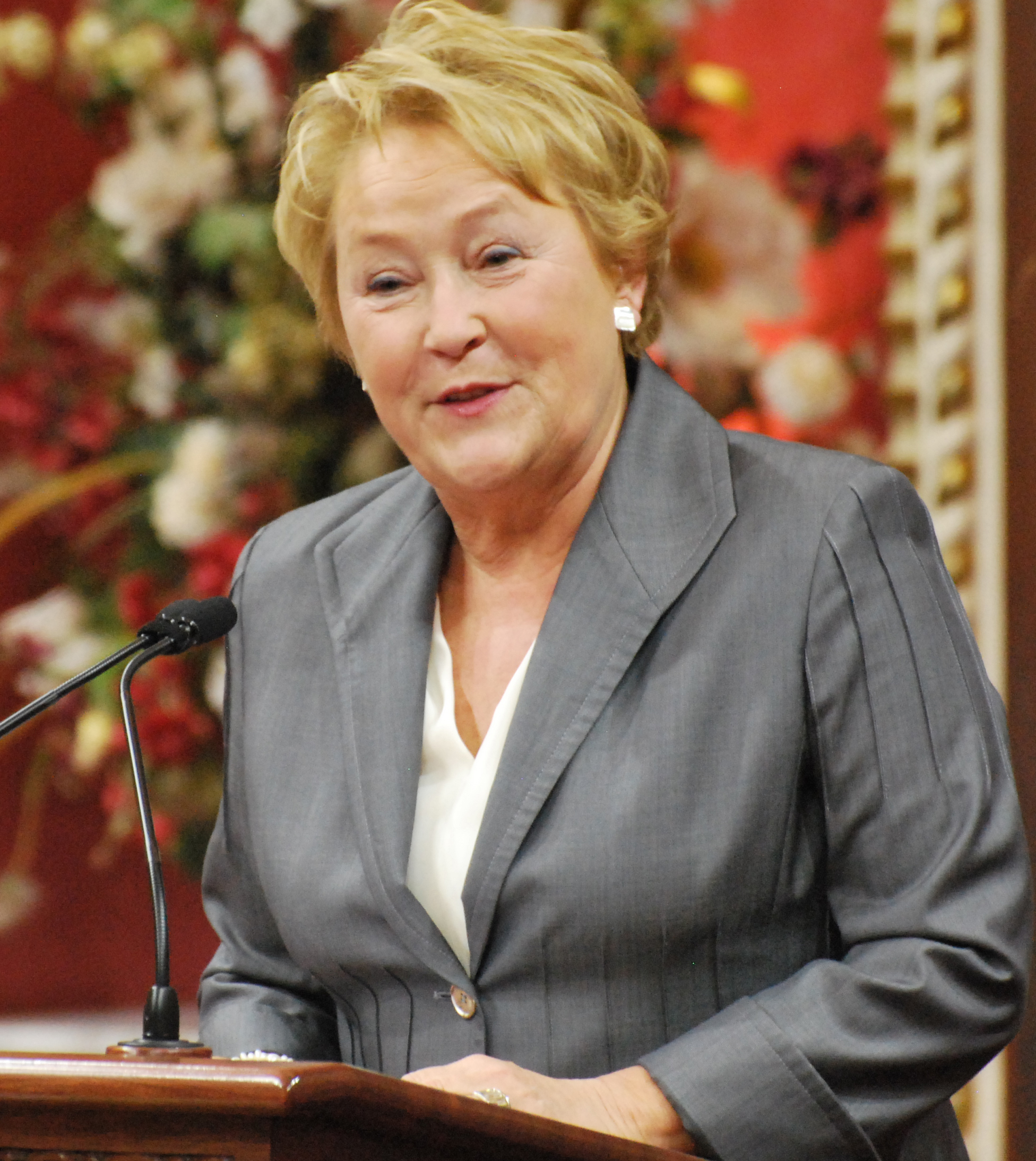
Pauline Marois (* 1949), 30. premiérka Québecu
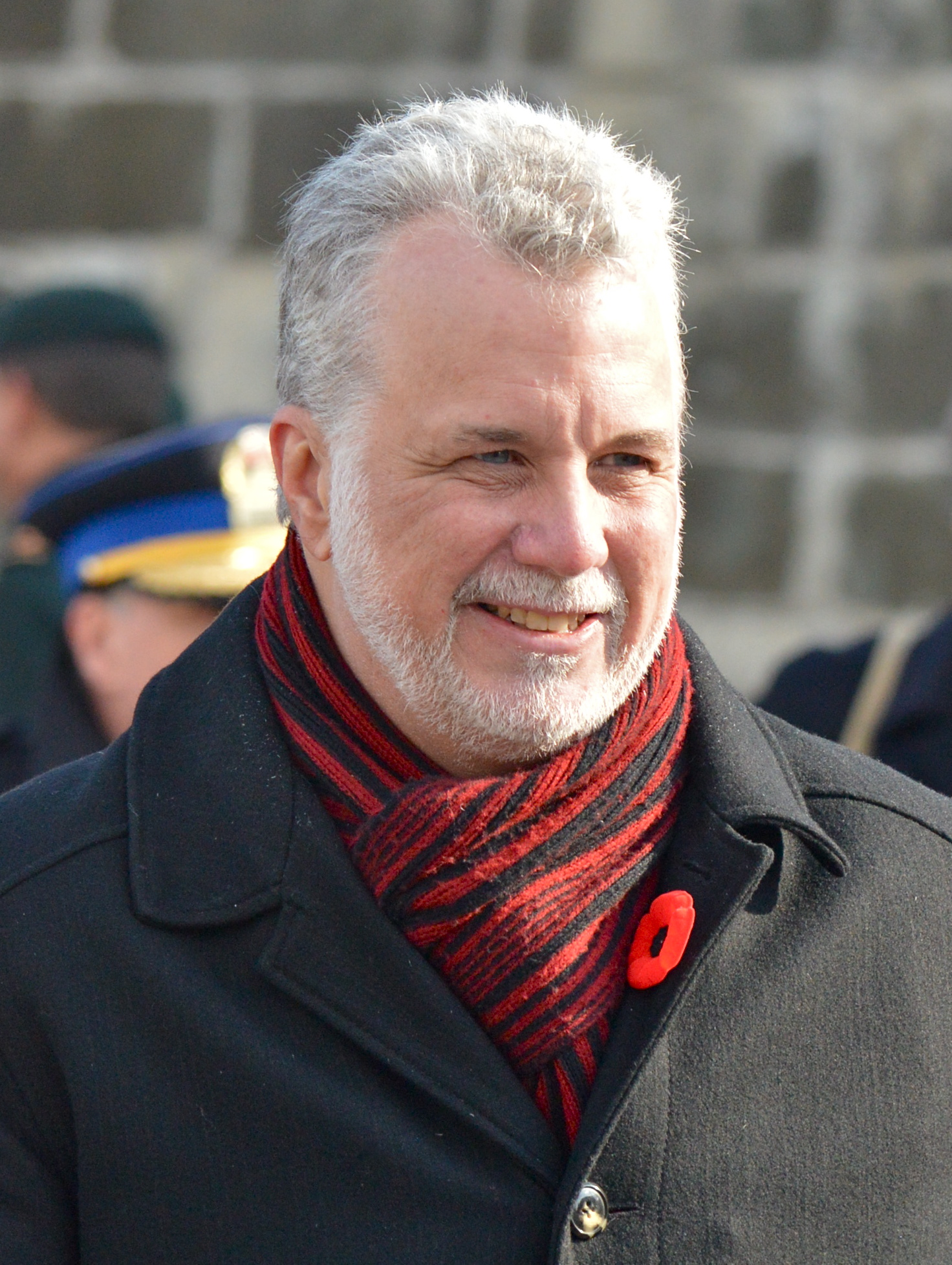
Philippe Couillard (* 1957), 31. premiér Québecu (od 04/2014)

## Symboly Québecu

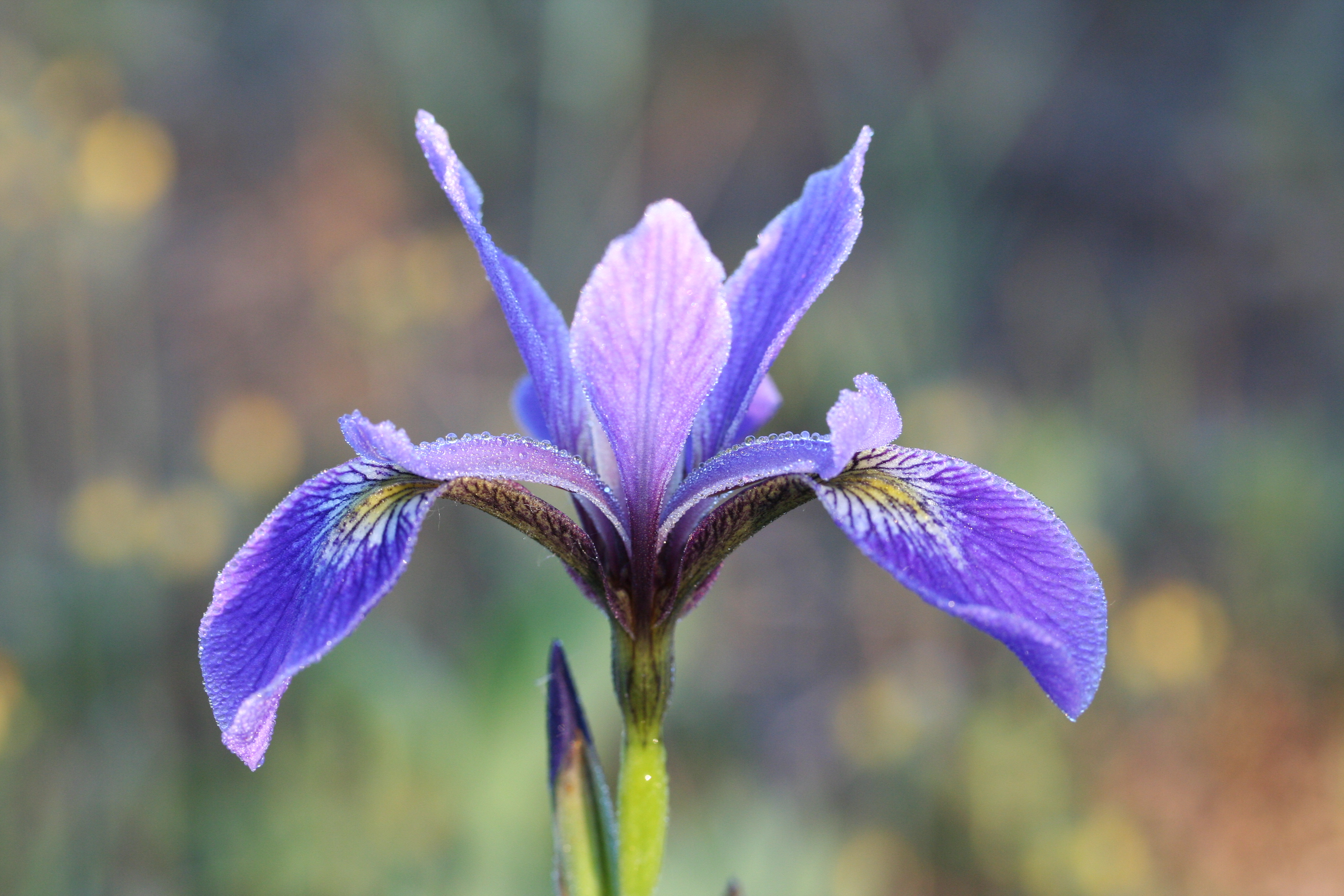
Kosatec měňavý
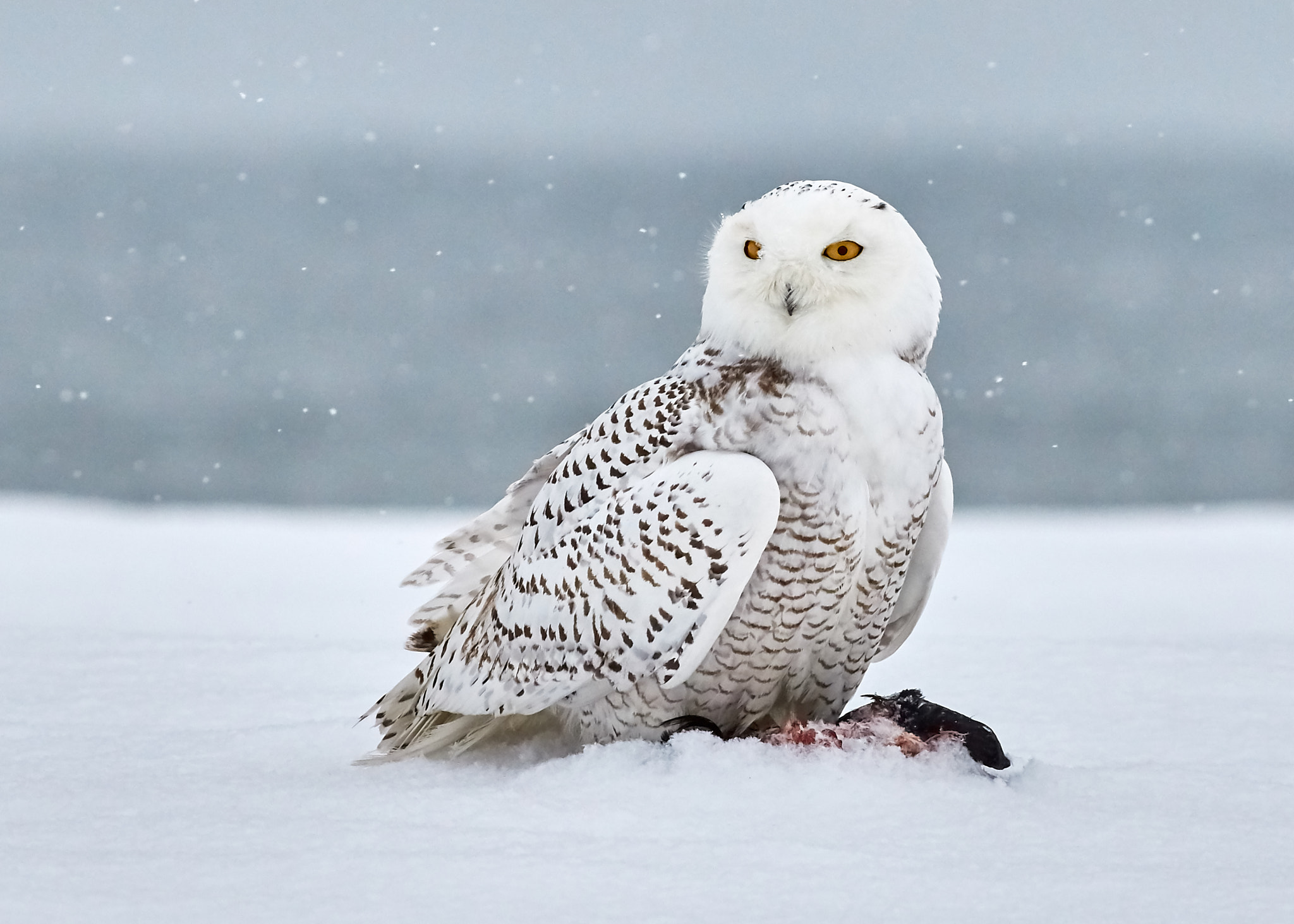
Sovice sněžní
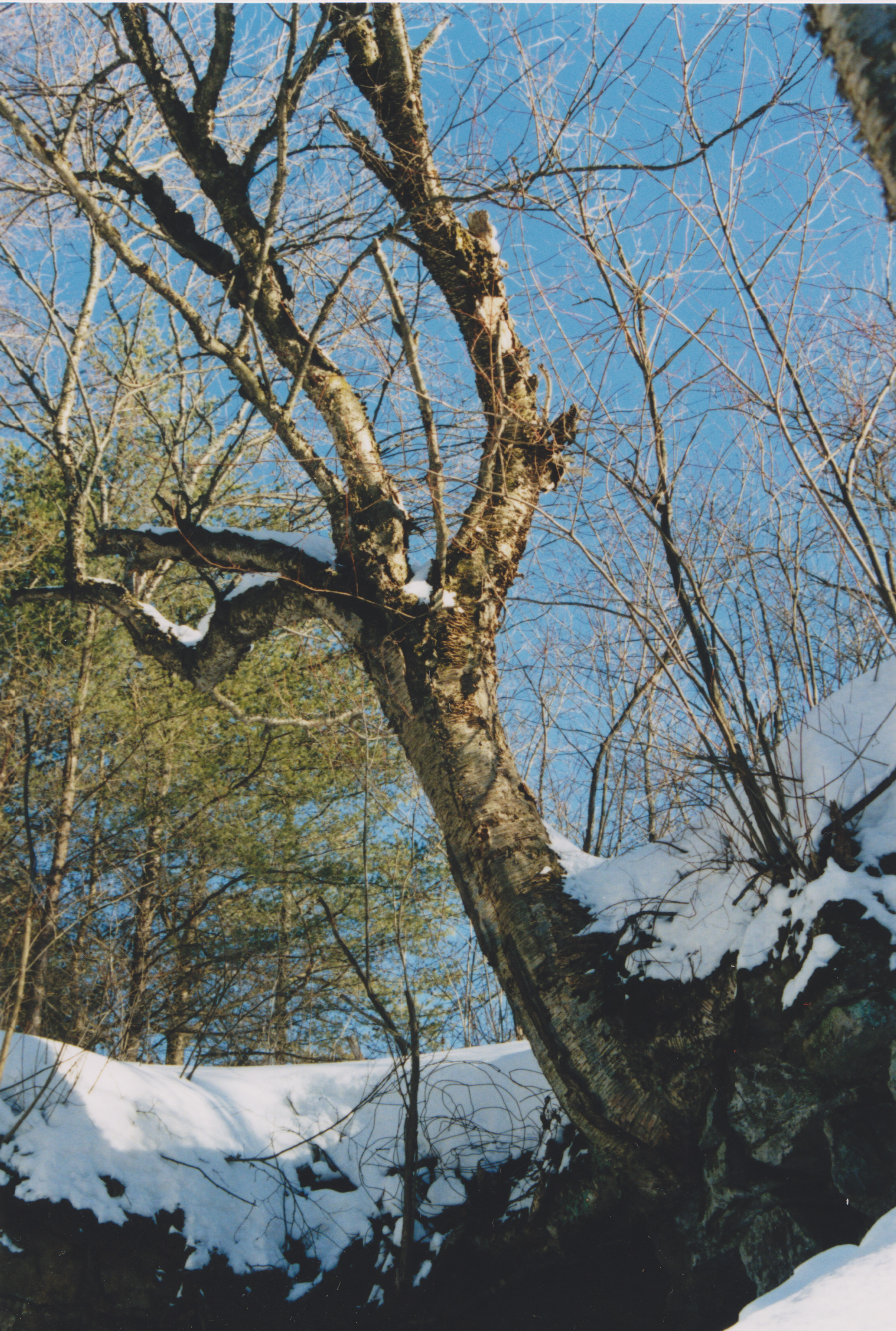
Bříza žlutá